# Rupelstreek

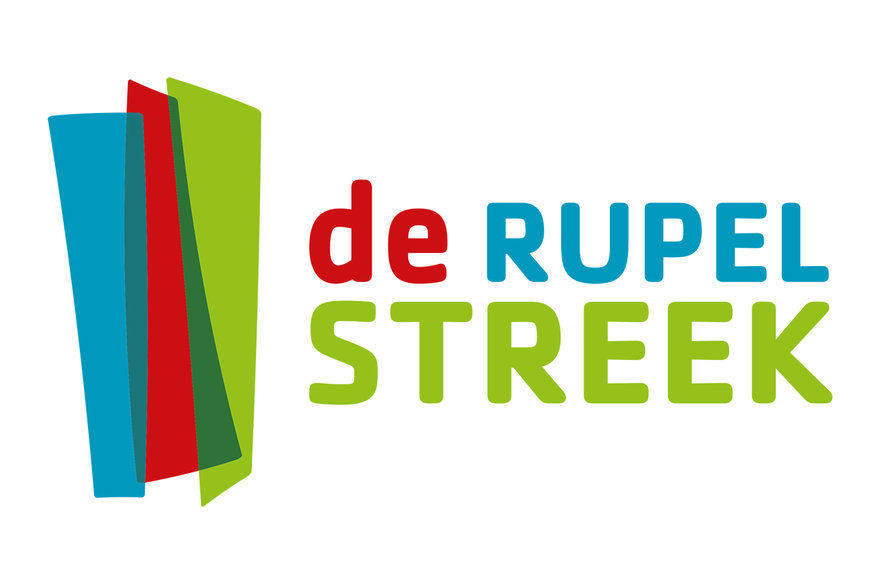
Logo van de Rupelstreek

De Rupelstreek is een streek in de provincie Antwerpen die meer dan 64.000 inwoners telt en omvat Boom, Hemiksem, Niel, Schelle en Rumst. De belangrijke rivieren zijn de Rupel en de Schelde. De Rupelstreek is een onderdeel van het Scheldeland. 

## Ligging
De vijf Rupelgemeenten, Rumst, Boom, Niel, Schelle en Hemiksem liggen alle aan de noordzijde of de rechteroever van de Rupel. Enkel de gemeente Hemiksem ligt niet aan de Rupel maar aan de Schelde. De vijf gemeenten vormen een aaneengesloten gebied, niet enkel door hun geografische ligging maar ook door hun gemeenschappelijke geschiedenis. Gelegen te midden van het dichtbevolkte gebied tussen Antwerpen, Mechelen en Brussel, vormt de Rupelstreek een opvallend andere en bijzonder groene zone. De Rupel vormt de zuidelijke grens van de streek. In het oosten vormt de E19 de grens en in het westen zorgt de Schelde voor een natuurlijke afbakening. Ten noorden van de Rupelstreek begint de verstedelijkte zuidrand van Antwerpen. Het gebied is ook de noordwestelijke grens van de regio Scheldeland, dat over de provinciegrenzen heen een waterrijk gebied beslaat langs de Schelde, de Dender en de Rupel.

## Industrieel verleden

### Steenbakkerij
Hoge bakstenen schouwen langs de oever van de Rupel getuigen van het steenbakkerijverleden in de Rupelstreek. Van de 14de tot de 19de eeuw was steenbakken een nevenactiviteit van de landbouwers in de streek. Langs de oevers werd klei ontgonnen en bakstenen en pannen werden in periodieke veldovens en klampovens gebakken. De bakstenen werden gegeerd in binnen- en buitenland. In de 19de eeuw waren in de Rupelstreek meer dan 150 steenbakkerijen actief. Vanaf het begin van de 20ste eeuw kon de baksteenproductie opgevoerd worden dankzij de intrede van de ringovens met hun hoge schouwen. De productie van machine en snelbouwbaksteen verdrong de typische streekgebonden productie van baksteen en Boomse dakpannen. Vervoer van de stenen per schip werd gaandeweg vervangen door wegvervoer. Vanaf 1975 gingen de meeste steenbakkerijen failliet door de opkomst van nieuwe bouwmaterialen, stijgende concurrentie en hogere energieprijzen.
De bedrijvigheid langs de Rupel staat nog steeds, hetzij minder dan vroeger, in het teken van de baksteenproductie. Zo is de Oostenrijkse multinational Wienerberger AG de enige resterende steenfabriek in Rumst. Wienerberger ligt mee aan de basis van de invoering van de zgn. Pallet Shuttle Barge (PSB), een innovatief 50 m lang catamaranachtig schip dat speciaal is ontwikkeld voor het transport van producten op een pallet.

### Scheepsbouw
De ontginning en bewerking van de Boomse klei langs de (noordelijke) rechteroever van de Rupel liggen ook aan de oorsprong van de vele scheepvaartgebonden activiteiten langs deze rivier. De zware klei en de geproduceerde bouwmaterialen moesten per schip over de Rupel afgevoerd worden. De scheepvaart was zo intensief aanwezig in de streek, dat er nood was aan eigen infrastructuur om schepen te bouwen en te herstellen en om scheepvaartgebonden opleidingen te organiseren. Op het hoogtepunt waren zo’n 40 scheepswerven actief in de Rupelstreek en 
in Klein-Willebroek was er een schippersschool.

## Opwaardering
De Rupelstreek is volop in transformatie en verandert snel: verloederde industrie- en woonzones transformeren in zones waar opnieuw wordt opgebouwd en de tot 2008 bijna dode Rupel komt weer tot leven. Om deze evolutie in goede banen te leiden keurde de Vlaamse Regering op 16 mei 2014 het landinrichtingsprogramma Schelde en Rupel goed. Het planprogramma omvat twee (algemene) landinrichtingsprojecten (LIR): het landinrichtingsproject Klein-Brabant en Zwijndrecht (met Bornem, Puurs-Sint-Amands en Zwijndrecht als betrokken gemeenten) en het landinrichtingsproject Rupelstreek (LIR 110118) (met Hemiksem, Schelle, Niel, Boom en Rumst als betrokken gemeenten). Voor elk landinrichtingsproject werden er meerdere (lokale) landinrichtingsplannen opgemaakt. De Vlaamse Landmaatschappij (VLM) heeft op 28 juni 2019 in nauwe samenwerking met de Provincie Antwerpen en de Rupelgemeenten het landinrichtingsplan Openruimteverbindingen - Rupelstreek opgesteld. Het plan bundelt maatregelen en middelen van verschillende Vlaamse overheden (Agentschap voor Natuur en Bos, OVAM, De Vlaamse Waterweg) en andere partners zoals het Kempens Landschap, de Bosgroep Antwerpen Zuid, het Regionaal Landschap Rivierenland, Natuurpunt, private bedrijven en particuliere eigenaars. Het plan voorziet toegang tot recreatie in het gebied, natuurontwikkeling en culturhistorisch erfgoed. Onthardingen en creatie van meer groen zijn eveneens vervat in het plan als antwoord tegen wateroverlast en meer zorg voor het hydrologisch systeem.
Voor de ganse Rupelstreek werden sinds 2014 al zes landinrichtingsplannen (LIP) opgemaakt :
- LIP openruimtegebieden Rupelstreek (goedgekeurd, voorbereiding uitvoering),
- LIP Vlietvallei Hemiksem-Schelle fase 1 (goedgekeurd en in uitvoering)
- LIP Sint-Jansveldbeek Bornem (goedgekeurd, voorbereiding uitvoering),
- LIP Scheldeboord Sint-Amands en Kleine Molenbeek Liezele (goedgekeurd),
- LIP Zwijndrecht (goedgekeurd)
- LIP projectoproep uitvoeringsinitiatieven Scheldhelden 2.0. (goedgekeurd en uitgevoerd).

## Bezienswaardigheden en toerisme
De Rupelstreek maakt deel uit van verschillende toeristische clusters. Zo is de Rupelstreek in zijn geheel een onderdeel van Toerisme Rupelstreek-Vaartland, een bovenlokaal samenwerkingsverband dat de noordelijke en zuidelijke oever van de Rupel met elkaar verbindt.
De Rupelstreek heeft haar eigen toerisme dienst, Toerisme Rupelstreek. Enkele blikvangers van het grotere publiek zijn: 

### Steenbakkerijen

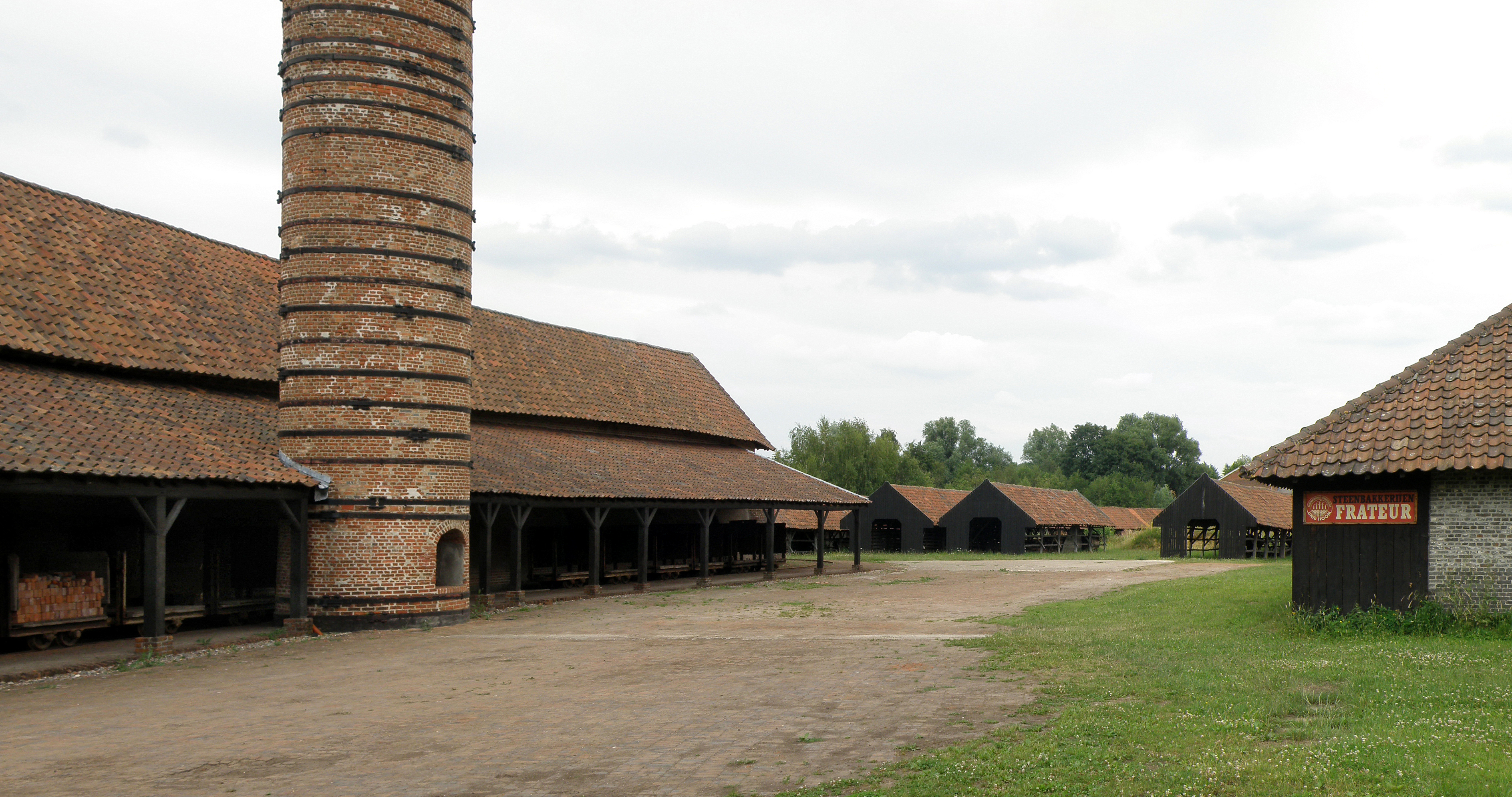
Steenbakkerijmuseum ’t Geleeg

De meeste ovens, schoorstenen, werkplaatsen, kantoorgebouwen, droogloodsen en zelfs hele gehuchten met steenbakkerijen zijn verdwenen, behalve in Noeveren. Door de hoge concentratie aan authentieke elementen die er bewaard gebleven zijn, is Noeveren een belangrijk stuk industrieel erfgoed met onder meer twee steenbakkerijmusea. De drie Rupeliaanse musea staan in het teken van de baksteennijverheid:    
- In ’t Geleeg - Steenbakkerijmuseum van de Rupelstreek in Noeveren (Boom) werd de oude steenbakkerij Frateur gerestaureerd.[7]
- Ecomuseum en Archief van de Boomse Baksteen (EMABB) in Boom[8]
- Museum Rupelklei (Rumst) [9]

### Evenementen
- Het jaarlijkse festival Tomorrowland in de Schorre te Boom;
- Het bekende Casa Blanca festival te Hemiksem;

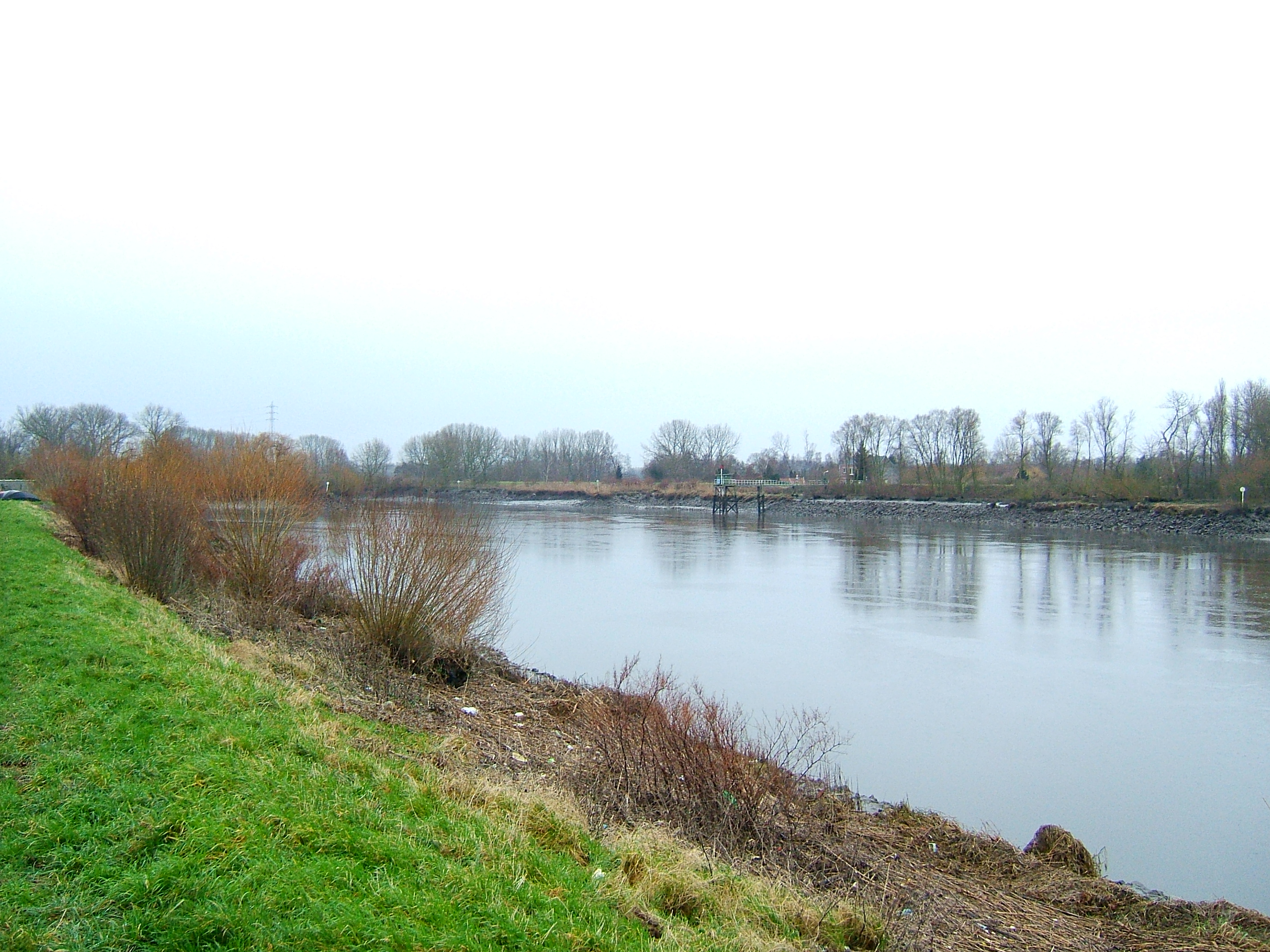
De rivier de Rupel ter hoogte van Rumst

### Bieren
De Rupelstreek biedt een ongekende verscheidenheid aan streekbieren. Bier proeven en brouwen is zeer in trek. Zo zijn de laatste jaren verschillende microbrouwerijen ontstaan die hun eigen bier brouwen, maar ook verenigingen bottelen hun eigen bier ter ere van bijvoorbeeld een jubileum. De voornaamste brouwers zijn: 
- ARK-Company
- Brouwerij De Klem
- Brouwerij Ganzenhof
- Brouwerij Varenbroek
- De Klinkaert
- De Leste
- De Verhuisbrouwerij
- REETro
- Schorrebier
- Time Out bier

### Recreatie
Het eeuwenlang winnen van klei voor het maken van stenen, dakpannen en tegels vormde de rechteroever van de Rupel. Zo ontstond een uniek landschap vol kraters en putten, die later werden opgevuld met afval. De kleiputten die niet werden volgestort, evolueerden tot waterplassen met waardevolle natuur, zoals de Walenhoek in Niel of het Provinciaal recreatiedomein De Schorre in Boom.
Ook op het water krijgt recreatie een voorname plaats. Sinds de nieuwe Zeesluis van Wintam wordt pleziervaart gescheiden van de beroepsvaart. De sluis van Klein-Willebroek dient nu voor de doorvaart van jachten. De oude kanaalarm werd uitgebouwd tot jachthaven. Fietsers en wandelaars kunnen de Rupeldijk volgen en de rivier oversteken met de veerdiensten in Boom en Schelle.

## Natuurgebieden
- Walenhoek - Niels Broek in Niel (middelgroot gebied - tussen 10 en 50 hectare) met o.m. de 'Paardenstal', het onthaalpunt van Natuurpunt.
- Oude Netearm (klein gebied - minder dan 10 hectare), ligt tussen de dorpskern van Rumst en de rivier de Nete, nabij het drierivierenpunt waar Nete en Dijle samen de Rupel vormen.
- Kelderijlei in Schelle (klein gebied - minder dan 10 hectare)
- Bos N in Boom (klein gebied - minder dan 10 hectare)
- Kleiputten Terhagen (middelgroot gebied, 10 tot 50 hectare) in Rumst, vormen geschikt biotoop voor zeldzame soorten zoals de rugstreeppad, de kamsalamander, de oeverzwaluw en het woudaapje. Is officieel erkend als Vlaams natuurreservaat
- Noordelijk Eiland in Wintam

## Bekende Rupelianen
. Abel Frans (1899-1962), toondichter

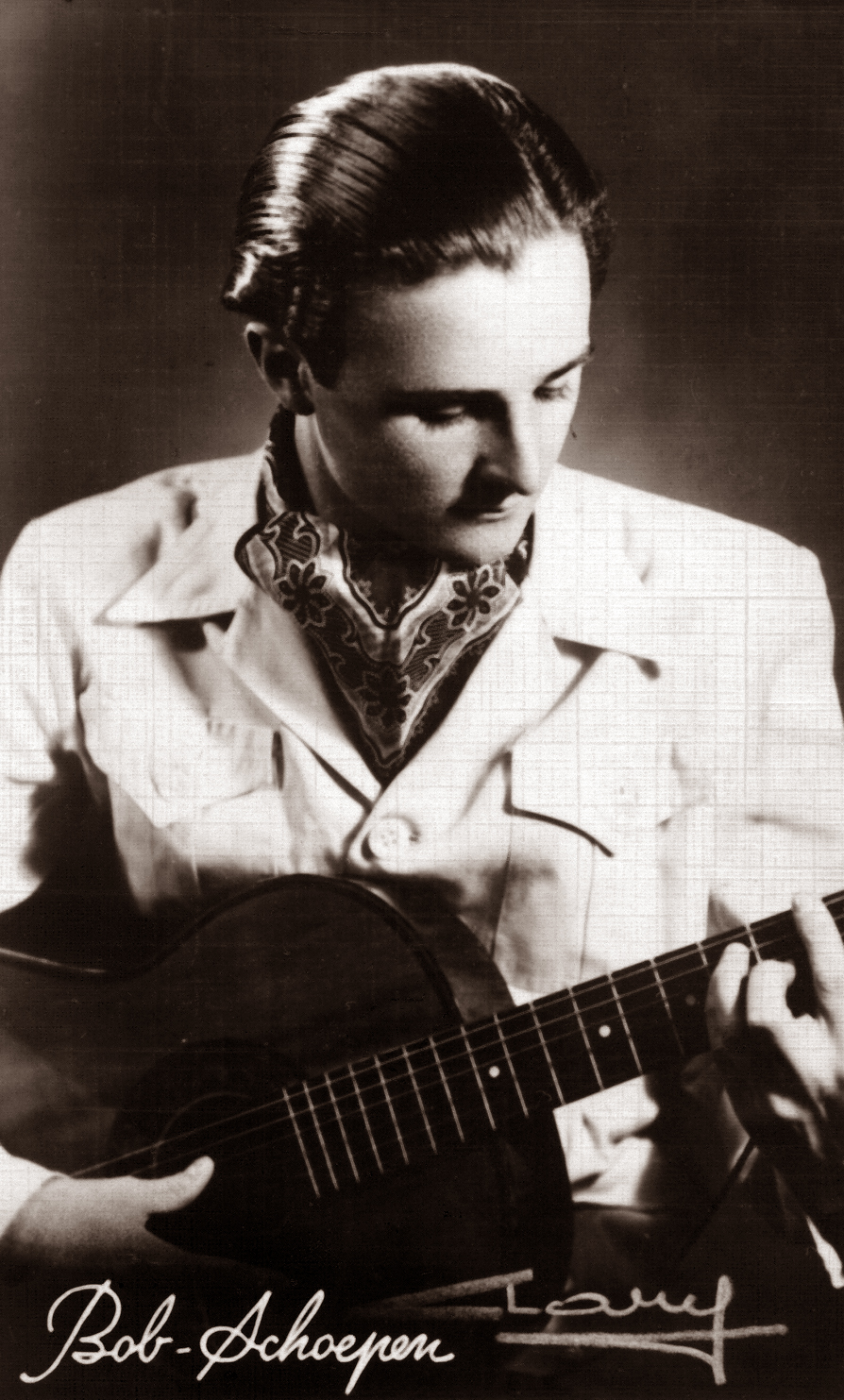
Bobbejaan Schoepen geboren te Boom

- Bobbejaan Schoepen (1925-2010), zanger-gitarist, entertainer en oprichter van Bobbejaanland
- Loes Van den Heuvel, actrice
- Glen De Boeck (1971), voetballer en trainer
- Michiel De Meyer (1993), acteur
- Jan Decleir (1946), acteur
- Luc Morjaeu (1960), striptekenaar (o.a. Suske en Wiske)
- Lotte Kopecky (1995), wielrenster en veldrijdster
- Kristof Calvo (1987), politicus
- Daniël Van Avermaet (1941-2003), radiopresentator
- Chris Cauwenberghs, acteur
- Steven Boen, acteur
- Frans Cauwenberghs, politicus
- Eddy Merckx, biljarter
- Matthias Casse, judoka (ereburger)
- Albert Van Bulck (1915-1988), kunstschilder en cineast
- Jan Sanders van Hemessen (c. 1500), kunstschilder
- Jules Van Nuffel, componist en koordirigent
- Pascal Vyncke, auteur en stichter SeniorenNet
- Hugo Coveliers (1947), politicus
- Nestor Gerard (1897 - 1996), fotograaf
- Roland Van Campenhout (1944), muzikant
- Piet Van Aken (1920 - 1984), schrijver
- Camiel Van Breedam (1936 - 20..), muzikant, kunstenaar

## Trivia
- De televisiereeks Rupel speelt zich af in de Rupelstreek.
- Het Suske en Wiske-album "De hellegathonden" speelt zich af in dit gebied.
- Het reportageprogramma Pano besprak de vervuiling van verschillende gebieden in de Rupelstreek.[11]